# Terențiu
Publius Terentius Afer (n. 195 - 185 î.Hr. - d. 159 î.Hr.), cunoscut în special ca Terențiu, a fost un dramaturg latin din timpul Republicii Romane. Numele Afer înseamnă „africanul”, poetul fiind născut în Cartagina, în nordul Africii. A fost sclav, iar numele de Terențiu l-a primit de la stăpânul și eliberatorul său. Comediile sale s-au jucat pentru prima dată prin jurul anilor 170 – 160 î.Hr., iar el a murit de tânăr, cel mai probabil în Grecia sau în drumul de întoarcere spre Roma.

## Viața
Biografia lui Terențiu nu prezintă prea multe lacune, iar asta se datorează unei lucrări scrise de Suetoniu. El ne descrie chiar și fizicul comediografului: „era de statură mijlocie, cu trup delicat, întunecat la piele.” Nu se cunoaște cu certitudine anul nașterii, însă se presupune a fi în perioada 195 î.Hr. - 185 î.Hr. Aelius Donatus, în lucrarea sa incompletă Commentum Terenti, consideră că 185 î.Hr. ar fi anul nașterii lui Terențiu. Pe de altă parte, Fenestella precizează că Terențiu s-ar fi născut cu 10 ani mai devreme, adică în 195 î.Hr. Se presupune că acesta fusese luat ca sclav de către cartaginezi și vândut de ei romanilor. Reminiscențe ale frustrărilor, încercate în copilărie, pot fi întrezărite în opera lui Terențiu.

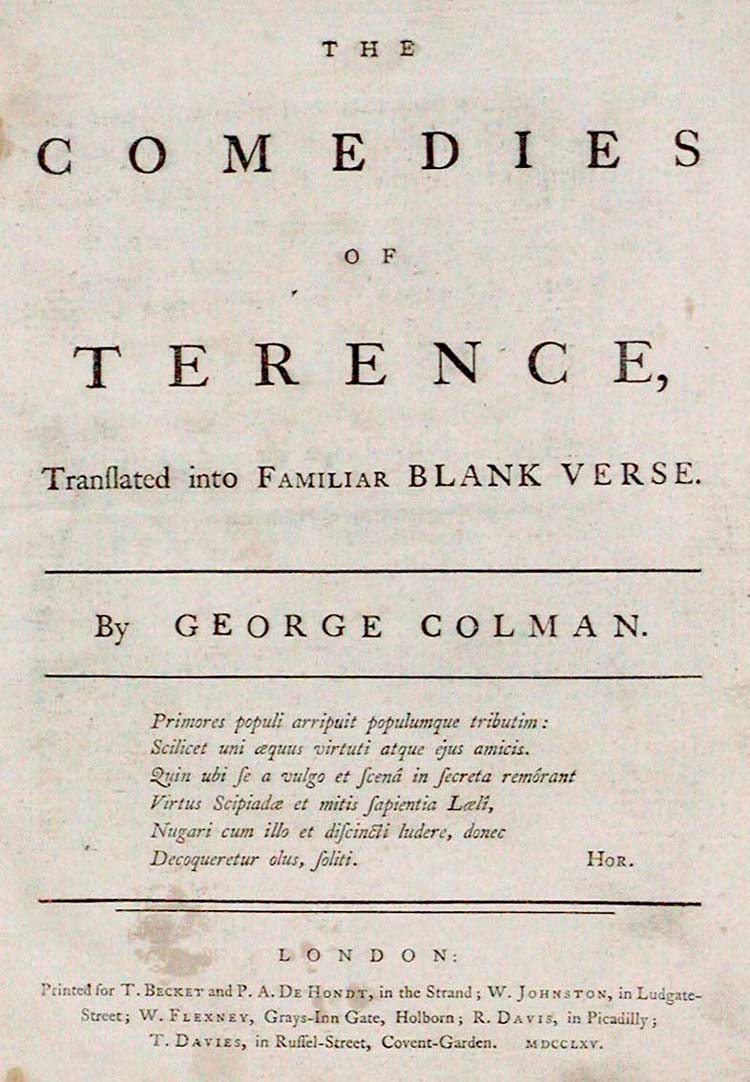
Comediile lui Terențiu de George Coleman

La Roma, Terențiu ajunge în posesia senatorului Terentius Lucanus, care-i acordă o educație aleasă, impresionat fiind de inteligența adolescentului. Ulterior îl eliberează. Așadar, copilăria și adolescența lui Terențiu au fost marcate nu numai de frustrări, ci și de grija stăpânului pentru formarea lui. După ce adoptă, cum era de altfel și firesc, prenumele și numele gentilic al fostului său stăpân, Terențiu, care între timp ajunge să posede o grădină lângă Roma, începe să frecventeze cercul Scipionilor. S-a decis totuși să scrie teatru comic, atât pentru a răspunde unei mode încă răspândite, cât și ca să dea curs înclinației sale spre umor. Și-a scris comediile între anii 166 - 160 î.Hr. În 160 î.Hr. sau 159 î.Hr. pleacă în Grecia, într-o călătorie de studii. Moare însă pe drum răpus de o boală sau într-un naufragiu.

## Opera
Creația lui Terențiu a reprezentat, alături de cea a lui Plaut, apogeul comediei latine. Modelele grecești și profilul roman se află într-o inspirată sinteză în opera lui Terențiu, care pledează pentru echilibru, sinceritate, pentru seninătatea vieții simple. Ca și în comediile plautine, în comediile sale apar, într-o Atenă conventională, aceleași tipuri umane: bătrânul ursuz și avar, tânărul îndrăgostit, curtezana, soldatul infatuat și, bineînțeles, sclavul iscusit, încurcătorul și descurcătorul tuturor ițelor, dar aceste tipuri poartă o amprentă puternic terențiană, prin modul lax și nuanțat în care sunt concepute. Dincolo de tipuri, personajele au o viață interioară, au resurse care se reveleaza pe parcursul acțiunii, stridențele (atât de gustate și una dintre sursele obișnuite ale comicului) se estompează în cea mai mare parte.
În scrierile sale, Terențiu se adresează publicului aristocrat, comediile sale au o construcție logică și armonioasă, o finețe în zugrăvirea caracterelor, o pasiune a nuanțelor, o înclinație spre sentimentalism; dar satira socială e ca inexistentă, tabloul vieții, timpul e restrâns și palid, comicul său e fără vigoare, iar limbajul n-are savoarea limbii populare.
S-au păstrat șase comedii, concepute într-un foarte scurt timp (166 - 160): Fata din Andros (Andria), Soacra (Hercyra), Cel ce se pedepsește singur (Heautontimorumenos), Eunucul (Eunuchus), Formio (Phormio), Frații (Adelphoe).
Terentiu este cel care a spus: "Sunt om și nimic din ce e omenesc nu-mi este străin", maximă celebră și azi, sugerând cunoșterea vieții sub toate aspectele ei.

### „Frații”(Adelphoe)
Doi frați, Eschin și Ctesifon, sunt despărțiți, Eschin fiind adoptat de unchiul său, Micio. Eschin este crescut la oraș de un unchi lipsit de prejudecăți în ceea ce privește avântul tinereții. Celălalt frate, Ctesifon, este crescut la țară de părintele său, Demea, ciufut și aspru. Ctesifon se îndrăgostește de o sclavă, pe care fratele de la oraș o răpește de la stăpânul ei, Sannio, pentru a înlesni iubirea. Numai că Eschin, care o iubește pe tânara și onesta Pamfilia, urmând să aiba și un copil de la ea, e compromis de această răpire, deoarece se crede că a răpit-o pe fată pentru el. Micio, cu înțelepciune și mobilitate, cerceteaza faptele, descoperă adevărul și, după mustrări blânde, hotărăște căsătoria lui Eschin cu Pamfila.